# Liste des bourgmestres de Watermael-Boitsfort
Liste des premiers magistrats de la commune de Watermael-Boitsfort (Région de Bruxelles-Capitale).

## Watermael
- 1794-1806 : Cooseman
- 1806-1809 : Laurent Blondeel
- 1809-1811 : Martin Van Billisen

## Boitsfort
- 1794-1806 : Ceulemans
- 1806-1808 : Michel Dewolfs
- 1808-1811 : François Jean Frémineur

## Watermael-Boitsfort

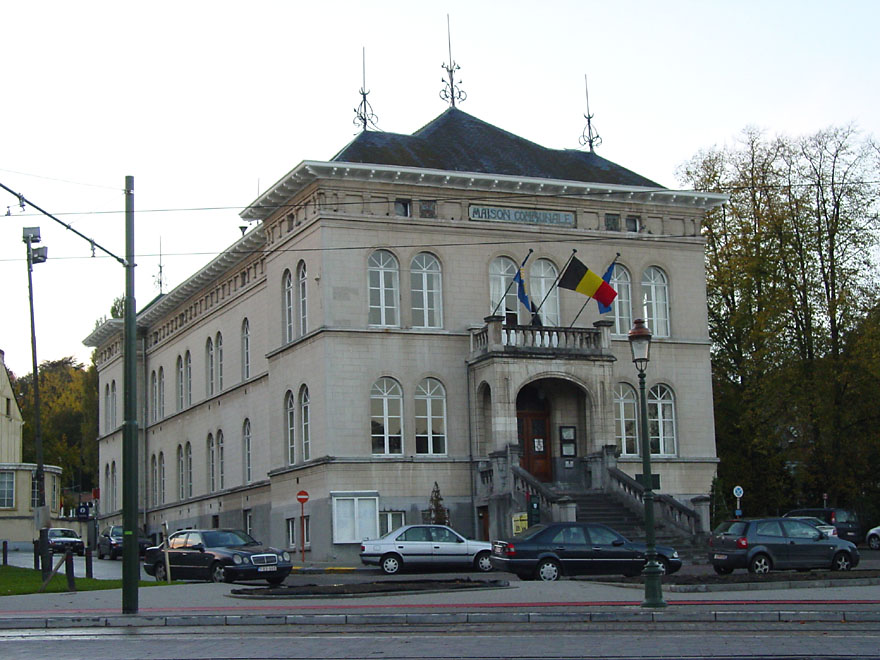
La maison communale de Watermael-Boitsfort

- 1811-1825 : François Vancampenhout
- 1825-1842 : Théodore Verhaegen
- 1842-1848 : Eugène Amour de Cartier
- 1848-1858 : Englebert Frémineur
- 1858-1868 : Jean-Baptiste Depage
- 1868-1870 : Jean-Baptiste Smets
- 1870-1872 : Édouard Olivier
- 1872-1891 : Léopold Wiener
- 1891-1893 : Lambert Vandervelde
- 1893-1895 : Théophile Van Der Elst
- 1895-1904 : Émile Van Becelaere
- 1904-1921 : Jean-Henri Delleur
- 1921-1946 : Georges Benoidt
- 1946-1959 : Jules Messine
- 1959-1977 : Jacques-Henri Wiener
- 1977-1994 : Andrée Payfa-Fosséprez
- 1994-2012 : Martine Payfa
- 2012-2024 : Olivier Deleuze
- 2024- : David Leisterh